# Петерсбергское соглашение (1949)
Петерсбергское соглашение (англ. Petersberg Agreement) — международный договор, который расширил права правительства Западной Германии в внутреннем и внешнем суверенитете и уменьшил права оккупационных сил Великобритании, Франции и США. Это рассматривается как первый крупный шаг Западной Германии к суверенитету. Его подписали 22 ноября 1949 года канцлер Западной Германии Конрад Аденауэр и верховные комиссары союзников Брайан Хьюберт Робертсон (Великобритания), Андре Франсуа-Понсе (Франция) и Джон Дж. Макклой (США). Отель «Петерсберг» недалеко от Боннабыл резиденцией верховных комиссаров союзников и местом подписания. Соглашение стало первым изменением статута об оккупации Германии.

## Условия
- Западной Германии разрешено вступить в Совет Европы в качестве ассоциированного члена.
- Западная Германия соглашается подписать двустороннее соглашение с США по вопросу помощи по плану Маршалла.
- Западная Германия соглашается направить делегатов в Международное управление Рура[англ.], фактически приняв на себя часть международного контроля над Рурской областью.
- Западная Германия соглашается оставаться демилитаризованной, не иметь никаких вооруженных сил и поддерживать деятельность оккупационных властей в этом направлении.
- Западной Германии разрешается заниматься международной торговлей, а также устанавливать консульские отношения.
- Западная Германия соглашается следовать принципам свободы, терпимости и гуманности и не допускать возрождения тоталитаризма.
- Западная Германия соглашается принять законодательство в целях декартелизации в соответствии с оккупационным уставом.
- Западной Германии разрешается строить корабли, которые могут пересекать океан, с ограниченными возможностями.
- Программа демонтажа промышленных объектов по плану деиндустриализации Германии[англ.] изменена путем исключения ряда промышленных предприятий из списка подлежащих демонтажу.
- Просьба Западной Германии о прекращении формального состояния войны принята к сведению, но не удовлетворена.

## Контекст
Аденауэр подвергся резкой критике в Бундестаге за подписание соглашения, особенно из-за вопроса Рурской области.

Международный орган по управлению Рурской областью создан 28 апреля 1949 года. Из 15 голосов 3 были отданы немецкому государств. Согласившись войти в контрольный совет по управлению Рурской областью, Западная Германия получила контроль над этими тремя голосами, но также приняла контроль органа власти над главным промышленным центром Западной Германии. В ходе последующих дебатов в парламенте Аденауэр заявил:
Союзники сказали мне, что демонтаж будет остановлен только в том случае, если я удовлетворю стремление союзников к безопасности. Социалистическая партия хочет, чтобы демонтаж продолжался до самого конца?
Глава оппозиционной СДПГ Курт Шумахер в ответ назвал Аденауэра «канцлером союзников».
Первым договором с иностранной державой, который Западной Германии было разрешено подписать, был непопулярный в Германии план Маршалла, указанный в договоре. Под давлением США соглашение преобразовали в федеральный закон. Хотя это давало немцам большую свободу в расходовании средств, это также давало США большие полномочия вмешиваться в экономические дела Германии, а также требовало от Западной Германии субсидировать Западный Берлин, который находился под оккупацией союзников и пока что не был частью ФРГ. Договор также предусматривал поставки из Германии в США товаров, дефицитных в США.
В договоре говорилось, что по практическим причинам состояние войны с Германией не может быть прекращено, как того требовали немцы. По данным прессы, состояние войны сохранялось, поскольку «США хотели сохранить правовую основу для пребывания американских войск в Западной Германии».
В 1952 году члены немецкого парламента обратились в суд, чтобы оспорить законность соглашения.